# Волтер Левін
Волтер Гендрік Густав Левін (англ. Walter Hendrik Gustav Lewin; 29 січня 1936 , Гаага ) — нідерландський астрофізик і колишній професор Массачусетського технологічного інституту. Волтер Левін отримав докторський ступінь з ядерної фізики 1965 року в Делфтському технічному університеті та від 1966 до 2009 року працював на фізичному факультеті MIT.
Основний внесок Левіна в астрофізику полягає у відкритті першої нейтронної зорі, що повільно обертається, виконаному за допомогою висотної повітряної кулі, дослідженнях з виявлення рентгенівських променів за допомогою супутників і обсерваторій по всьому світу. Волтер Левін також отримав численні нагороди за видатну працю у сфері освіти і відомий за своїм лекціями з фізики і безлічі онлайн-курсів на edX і MIT OpenCourseWare. Ці лекції переглядають близько двох мільйонів разів щорічно.

## Життєпис
Волтер народився 1936 року в сім'ї Волтера Саймона Левіна (Walter Simon Lewin) і П'їтернелли Іоанни ван дер Тан (Pieternella Johanna van der Tang) у місті Гаага, Нідерланди. Його дитинство проходило на тлі подій Другої світової війни. Незабаром після того, як місто захопили нацисти, сім'я Левіна переховувалася. Багато його знайомих загинули в газових камерах. Його дідуся Густава Левіна (Gustav Lewin) і бабусю Емму Левін (Emma Lewin) вбито в газовій камері в Освенцимі 1942 року. Одного разу його батько пішов з сім'ї, не сказавши про це нікому. Мати Волтера залишилася сама, виховуючи дітей і керуючи маленькою школою, яку вона заснувала разом з чоловіком. Батько Волтера пережив війну, після чого вони разом з дружиною продовжили керувати школою, що можливо вплинуло на любов Левіна до викладання.
Протягом 1960—1965 років Левін викладав фізику в Ліванському ліцеї в Роттердамі. Тоді ж він проводив дослідження в галузі низькоенергетичної ядерної фізики в Делфтському технічному університеті, де отримав докторський ступінь з фізики 1965 року.

### Наукова кар'єра
Волтер Левін почав працювати в постдоктораті Массачусетського технологічного інституту в січні 1966 року. Пізніше того ж року йому надано посаду асистент-професора, 1968 року — ад'юнкт-професора фізики і професора 1974 року.
В МТІ Левін приєднався до групи вчених, що займалися рентгенівською астрономією, і брав участь у проведенні досліджень за допомогою аеростатів разом з Джорджем В. Кларком. Під час цих досліджень відкрито п'ять нових джерел рентгенівського випромінювання, спектр яких помітно відрізнявся від спектра джерел, відкритих за допомогою ракетних спостережень. Відкриті джерела випромінювання також різнилися між собою. Серед них був об'єкт GX 1 + 4, випромінювання якого мало період 2,4 хвилини. Це було відкриття першої нейтронної зорі, що повільно обертається.
В жовтні 1967 під час спостережень об'єкта Скорпіон X-1 виявлено спалах рентгенівського випромінювання. Протягом десяти хвилин потік зріс у чотири рази, після чого знову пішов на спад. Це було перше в історії спостереження мінливості рентгенівського випромінювання. Ракети, використовувані іншими дослідниками, не могли засікти таких швидких змін потоку, оскільки їх політ тривав близько декількох хвилин, а кулі могли триматися в повітрі протягом багатьох годин.
Левін брав участь у дослідженнях за допомогою малого астрономічного супутника SAS-3. Він керував спостереженнями спалахів рентгенівського випромінювання і відкрив кілька їх джерел, серед них MXB1730-335, також відоме як Rapid Burster, здатне зробити декілька тисяч спалахів на день. Його група також класифікувала ці спалахи за двома типами: термоядерні спалахи і турбулентність акреційного потоку.
Левін був керівником проекту в Орбітальній обсерваторії HEAO-1, створила перший зоряний каталог високоенергетичних рентгенівських джерел. Разом з Петерсоном та Яном ван Парадісом він провів інтенсивне вивчення оптичних спалахів, асоційованих з виявленими супутником SAS-3 і японською орбітальною обсерваторією Ginga. Вони об'єднали ці спостереження, показавши, що оптичні спалахи йдуть на декілька секунд пізніше від рентгенівських.
У пошуку мілісекундних рентгенівських пульсацій мікроквазарів, у 1984—1985 роках Левін працював у проєкті Європейської орбітальної обсерваторії ROSAT разом з колегами з Амстердама і Гархінга. Результатом стало несподіване відкриття інтенсивно-залежних квазі-періодичних коливань у рентгенівському потоці GX 5-1. Від 1989 до 1992 року, використовуючи японську обсерваторію Ginga, Левін з колегами вивчав співвідношення між станом рентгенівського спектра і силою радіовипромінювання декількох яскравих мікроквазарів.
Левін брав активну участь у спостереженнях близьких галактик М31 і М81 за допомогою обсерваторії ROSAT. Левін і його аспірант Юджин Магньєр провели глибокі оптичні ПЗС-спостереження галактики М31 e чотирьох кольорах; вони опублікували каталог з 500 тис. об'єктів. Разом з аспірантом Девідом Кулі провів успішні спостереження рентгенівських променів за шість днів видимості наднової SN 1993J в М31.

## Скандал
8 грудня 2014 року керівництво MIT оголосило, що Волтер Левін був замішаний у мережевому сексуальному домаганні однієї з онлайн-студенток MITx. Як наслідок Волтера позбавили статусу емерита і його лекції на невизначений термін прибрали з навчальних майданчиків. Однак лекції, випущені під ліцензією Creative Commons, залишилися доступними на інших вебсайтах.